# العلاقات الإريترية الغانية
العلاقات الإريترية الغانية هي العلاقات الثنائية التي تجمع بين إريتريا وغانا.

## مقارنة بين البلدين
هذه مقارنة عامة ومرجعية للدولتين:
| وجه المقارنة                                              | إريتريا                                      | غانا         |
| --------------------------------------------------------- | -------------------------------------------- | ------------ |
| المساحة (كم2)                                             | 117.60 ألف                                   | 238.53 ألف   |
| عدد السكان (نسمة)                                         | 6.33 مليون                                   | 26.91 مليون  |
| الكثافة السكانية (ن./كم²)                                 | 53.83                                        | 112.82       |
| العاصمة                                                   | أسمرة                                        | أكرا         |
| اللغة الرسمية                                             | اللغة التغرينية، اللغة العربية، لغة إنجليزية | لغة إنجليزية |
| العملة                                                    | ناكفا                                        | سيدي غاني    |
| الناتج المحلي الإجمالي (بليون دولار)                      | 2.61 مليار                                   | 47.33 مليار  |
| الناتج المحلي الإجمالي (تعادل القوة الشرائية) بليون دولار |                                              | 115.41 مليار |
| الناتج المحلي الإجمالي الاسمي للفرد دولار أمريكي          |                                              | 1.37 ألف     |
| الناتج المحلي الإجمالي للفرد دولار أمريكي                 |                                              | 4.08 ألف     |
| مؤشر التنمية البشرية                                      | 0.391                                        | 0.579        |
| رمز المكالمات الدولي                                      | +291                                         | +233         |
| رمز الإنترنت                                              | .er                                          | .gh          |
| المنطقة الزمنية                                           | ت ع م+03:00                                  | 00           |

## منظمات دولية مشتركة
يشترك البلدان في عضوية مجموعة من المنظمات الدولية، منها:
| علم المنظمة | اسم المنظمة                                 | تاريخ انضمام إريتريا | تاريخ انضمام غانا |
| ----------- | ------------------------------------------- | -------------------- | ----------------- |
|             | مؤسسة التمويل الدولية                       | 11 أكتوبر 1995       | 3 أبريل 1958      |
|             | منظمة حظر الأسلحة الكيميائية                | ?                    | ?                 |
|             | البنك الإفريقي للتنمية                      | ?                    | ?                 |
|             | يونسكو                                      | 2 سبتمبر 1993        | 11 أبريل 1958     |
|             | الأمم المتحدة                               | 28 مايو 1993         | 8 مارس 1957       |
|             | الاتحاد الدولي للاتصالات                    | 6 أغسطس 1993         | 17 مايو 1957      |
|             | منظمة الشرطة الجنائية الدولية               | ?                    | ?                 |
|             | البنك الدولي للإنشاء والتعمير               | 6 يوليو 1994         | 20 سبتمبر 1957    |
|             | الاتحاد البريدي العالمي                     | ?                    | ?                 |
|             | مؤسسة التنمية الدولية                       | 6 يوليو 1994         | 29 ديسمبر 1960    |
|             | الاتحاد الأفريقي                            | ?                    | ?                 |
|             | وكالة ضمان الاستثمار متعدد الأطراف          | 10 سبتمبر 1996       | 29 أبريل 1988     |
|             | مجموعة دول أفريقيا والكاريبي والمحيط الهادئ | ?                    | ?                 |

## وصلات خارجية
- موقع وزارة الخارجية الغانية